# Jan Plaček
Jan Plaček (5. října 1894, Karlín – 15. prosince 1957) byl český fotbalista, československý reprezentant.

## Sportovní kariéra
V československé reprezentaci nastoupil jednou, a to v roce 1920 (v semifinále olympijského turnaje roku 1920 v Antverpách, kde ČSR porazila Francii 4:1). Gól zde nevstřelil. Byl útočníkem v týmu AC Sparta Praha, s níž roku 1920 rovněž vyhrál středočeský titul (tzv. středočeskou 1. třídu, tehdy nejprestižnější ligovou soutěž v zemi). Poté však ze Sparty odešel, a tím vypadl z hledáčku asociačního kapitána Fanty, který reprezentaci v prvních letech vedl a nominoval hráče k utkáním.